# Pugatxov (vila)
|  | No s'ha de confondre amb Omelian Pugatxov. |

Pugatxov - Пугачёв (rus) - és una ciutat de l'óblast de Saràtov, a Rússia.

## Geografia
Pugatxov es troba a la vora de l'Irguiz, un afluent del Volga, a 200 km al nord-est de Saràtov i a 843 al sud-est de Moscou.

## Història
L'origen de Pugatxov es remunta a l'slobodà Metxetnaia, fundada el 1764 per Vells creients que tornaren de Polònia. El 1835 rebé l'estatus de ciutat i fou reanomenada Nikolàievsk en honor del tsar Nicolau I. El 1918 la vila rebé el nom del cap de la revolta cosaca Omelian Pugatxov (1740-1775).